# Rathaus Hof (Saale)

Rathaus von der Ludwigstraße aus gesehen

Das Rathaus der oberfränkischen kreisfreien Stadt Hof in Bayern ist Sitz der Oberbürgermeisterin, des Stadtrats sowie eines Großteils der Stadtverwaltung. Gelegen ist es in der Hofer Neustadt, an der Ecke Ludwigstraße/Klosterstraße, gegenüber der Michaeliskirche. Das Rathaus ist ein geschütztes Baudenkmal. Durch zahlreiche Aus- und Anbauten ist das Rathaus heute zu einem Gebäudekomplex geworden.

## Lage

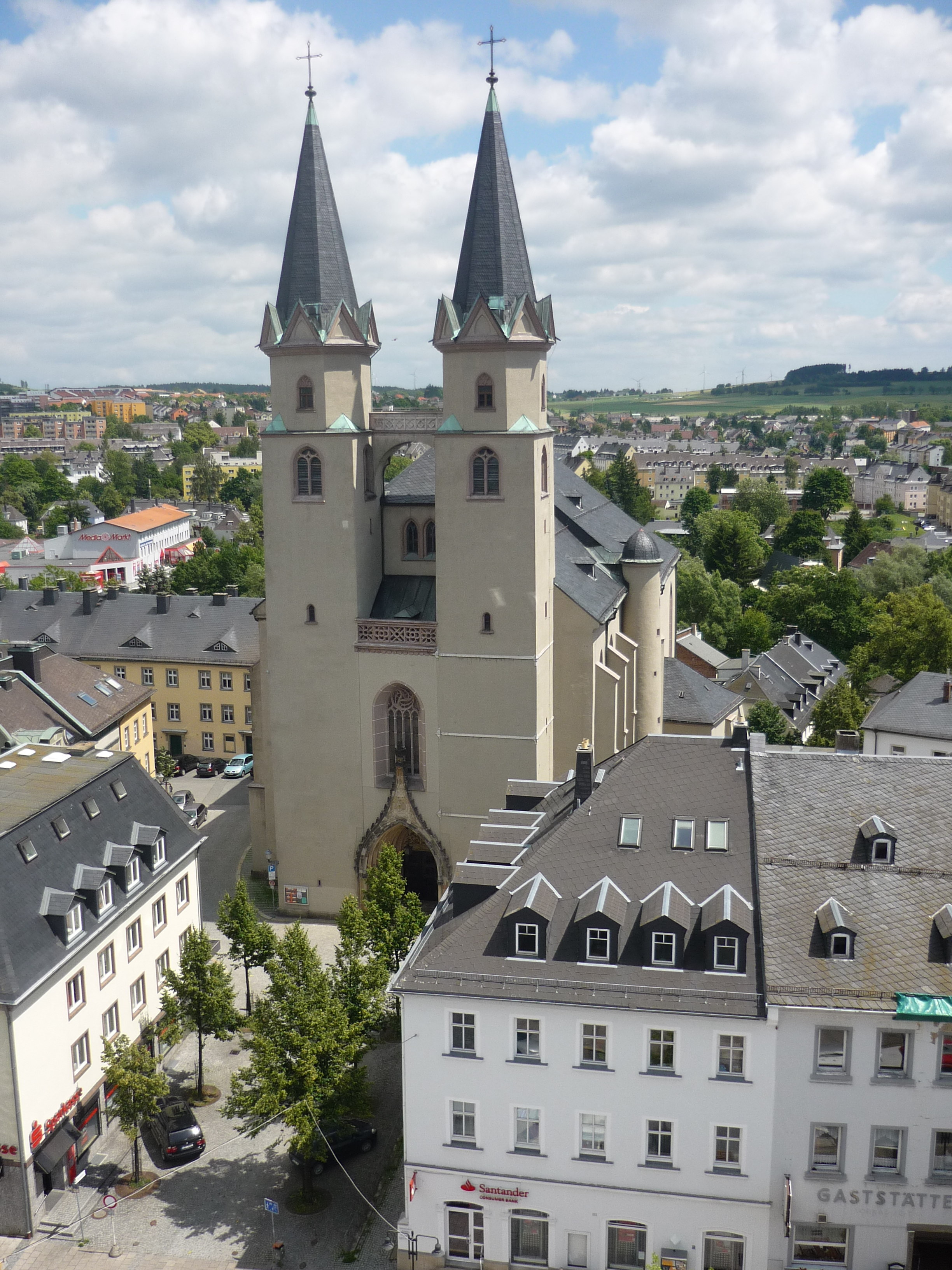
Blick vom Rathausturm auf die Michaeliskirche

Das Hofer Rathaus ist in der klassizistischen Hofer Neustadt gelegen. Es liegt an der Ecke Klosterstraße/Ludwigstraße, gegenüber ist die St.-Michaelis-Kirche. Außerdem finden sich in der Umgebung noch andere Gebäude von Bedeutung, etwa ein Stadtpalais in der Ludwigstraße, das von Landbaumeister Püttner erbaut wurde und in der Klosterstraße das Verwaltungsgebäude mit der Musikschule der Hofer Symphoniker. Die Karolinenstraße liegt im Westen des Gebäudekomplex, die Bürgerstraße im Süden. An der Nordseite des Rathauses, an der Klosterstraße, befindet sich der Rathausbrunnen.

## Geschichte

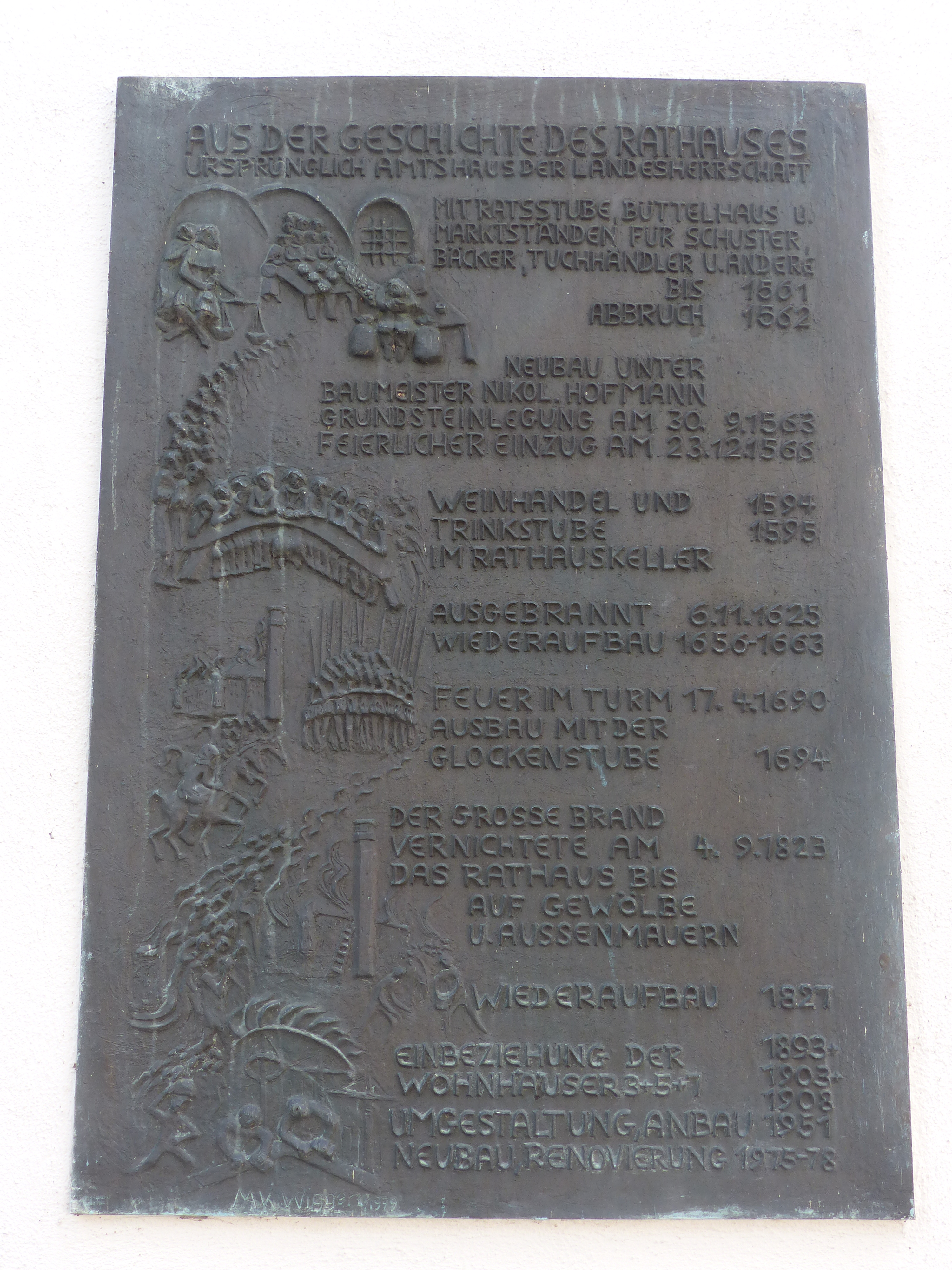
Relief über die Geschichte

1560 schenkte ein bankrotter Landesherr ein marodes Gebäude der Stadt Hof. Das Rathaus wurde von 1563 bis 1566 vom Baumeister Nickel Hofmann errichtet. Der Neubau des Rathauses kostete 20.000 Gulden, die Bürger der Stadt hatten am Bau selbst mitgearbeitet. Das Rathaus wurde am 23. Dezember 1566 eingeweiht. Die Aufgaben, die das Gebäude damals erfüllen musste, gingen weit über die eines Rathauses hinaus.
Im Erdgeschoss wurden zu dieser Zeit sogenannte Brotbänke untergebracht, höchstwahrscheinlich in offenen Laubengängen. Man verpflichtete die Bäcker dazu, ihre Waren im Rathaus anzubieten. Das Erdgeschoss beherbergte außerdem noch eine Büttelstube, also eine Polizeiwache mit Arrestzelle, in der es auch zu Folterungen kam. Die Ratsstube, in der Stadtratssitzungen abgehalten wurden, war im Obergeschoss untergebracht. Auch in diesem haben dann Händler zu Wochen- und Jahrmärkten ihre Waren angeboten, unter anderem Schuhmacher, Lederschneider, Gewandschneider und Tuchmacher.
Der vierte Stadtbrand im Jahr 1625 hatte große Teile der Stadt zerstört. Durch die Wirren des Dreißigjährigen Krieges bedingt, bauten die Bürger erst elf Jahre nach Kriegsende wieder auf, von 1659 bis 1662. Nach dem Stadtbrand von 1823 wurde das Gebäude in neugotischen Formen von Georg Erhard Saher wiederhergestellt.

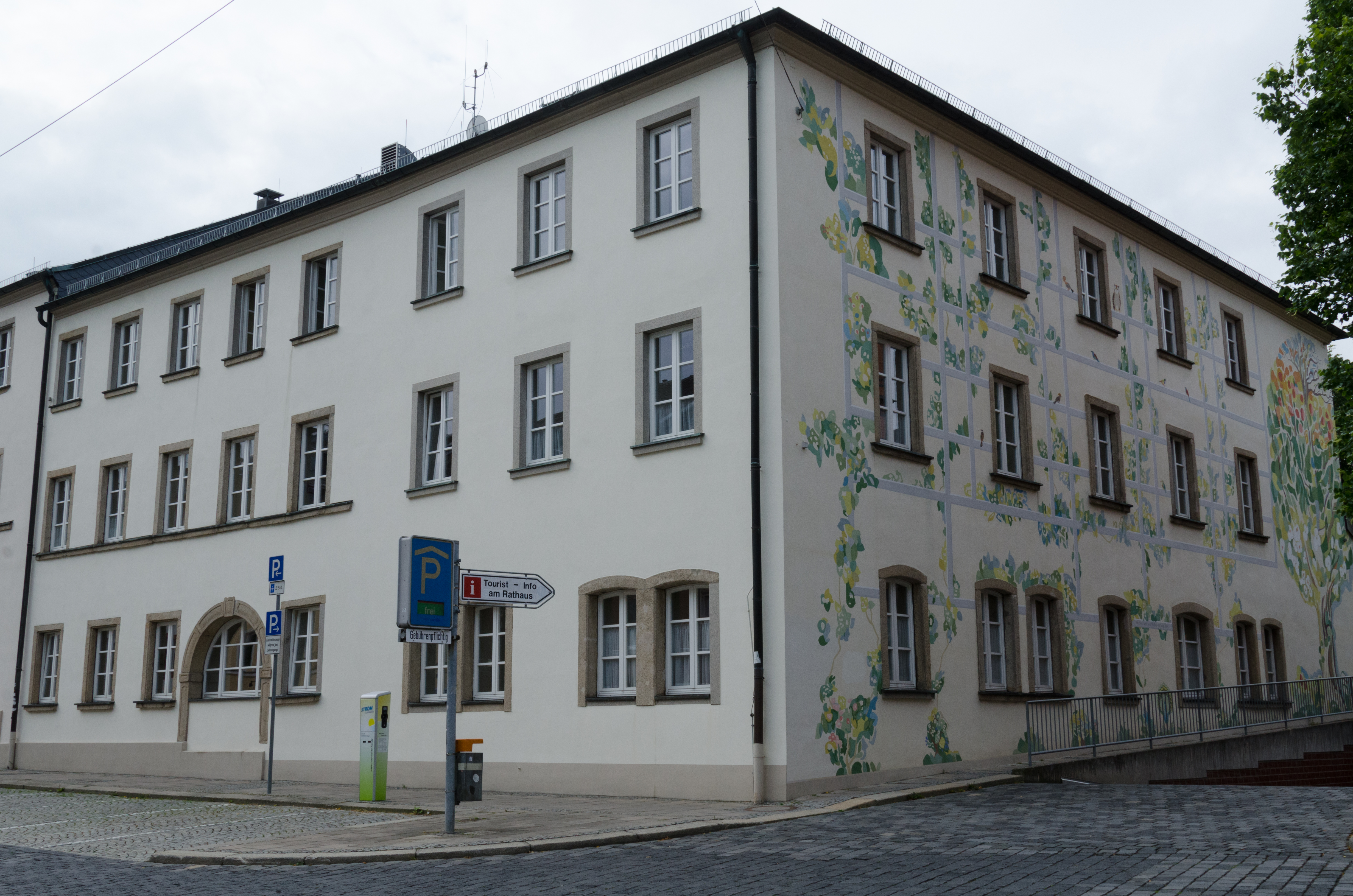
Südwestseite des Rathauskomplex an der Ecke Klosterstraße/Karolinenstraße

Ein Anbau wurde in der zweiten Hälfte des 20. Jahrhunderts nötig, dieser wurde an der Klosterstraße errichtet und 1977 fertiggestellt.
Im Jahr 2016 wurde das 450-Jahr-Jubiläum gefeiert.

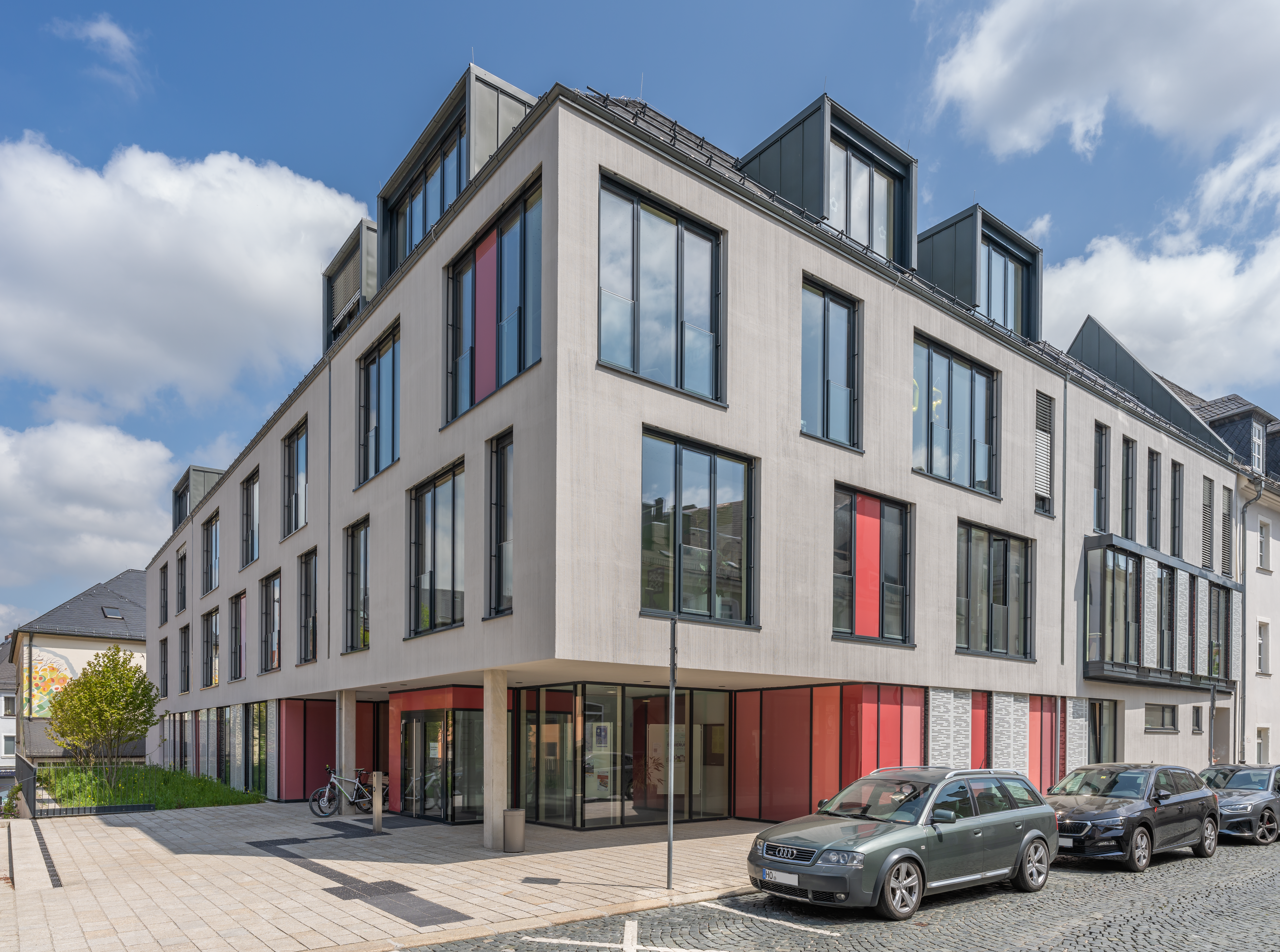
Nordseite des Rathauskomplex mit dem Technischen Rathaus in der Bürgerstraße

Um die Stadtverwaltung zentral in einem Gebäude größtenteils zusammenzufassen, entschied sich die Stadt Hof 2016, einen Anbau am Rathauskomplex zu errichten. Zwei Jahre später begannen die Bauarbeiten, 2021 war der Gebäudeteil bezugsfertig. Für Diskussionen sorgte, dass beim Bau Mängel an den Decken der Räume aufgetreten waren.

## Architektur
Das Rathaus ist ein dreigeschossiger Walmdachbau. Es besitzt in der Gebäudemitte an der Nordseite einen Uhr- und Treppenturm. Dieser ist als Oktogon gestaltet, hat einen Balkon und ist insgesamt über 30 Meter hoch. Im Inneren des Turms befindet sich die Treppe, weitere Räumlichkeiten sowie unterhalb des Balkons ein Glockenraum. Der Rathausturm kann von der Öffentlichkeit betreten werden. Im Erdgeschoss hat das Gebäude eine Mittelnische, in der die Stadtverwaltung für die Bürger eine Sitzbank aufgestellt hat. Die Ostseite des Rathauses zwei runde Eckerker, die sich über die zweite und dritte Etage ziehen. Das komplette Dach des Gebäudes, auf den Erkern und auf dem Turm sind wie in der Region üblich mit Schiefer gedeckt.
Zum Rathauskomplex gehört in östlicher Richtung noch ein älterer Anbau, der ebenfalls mit Schiefer gedeckt ist. Der neue Rathausanbau, der 2021 fertiggestellt wurde, befindet sich auf der West und ein kleinerer Teil dann noch auf der Südseite. Im Südosten und im Osten schließen sich dann biedermeierliche Gebäude in der Bürger- und Ludwigstraße an. So entsteht ein Innenhof in der Mitte des Gebäudekomplex.

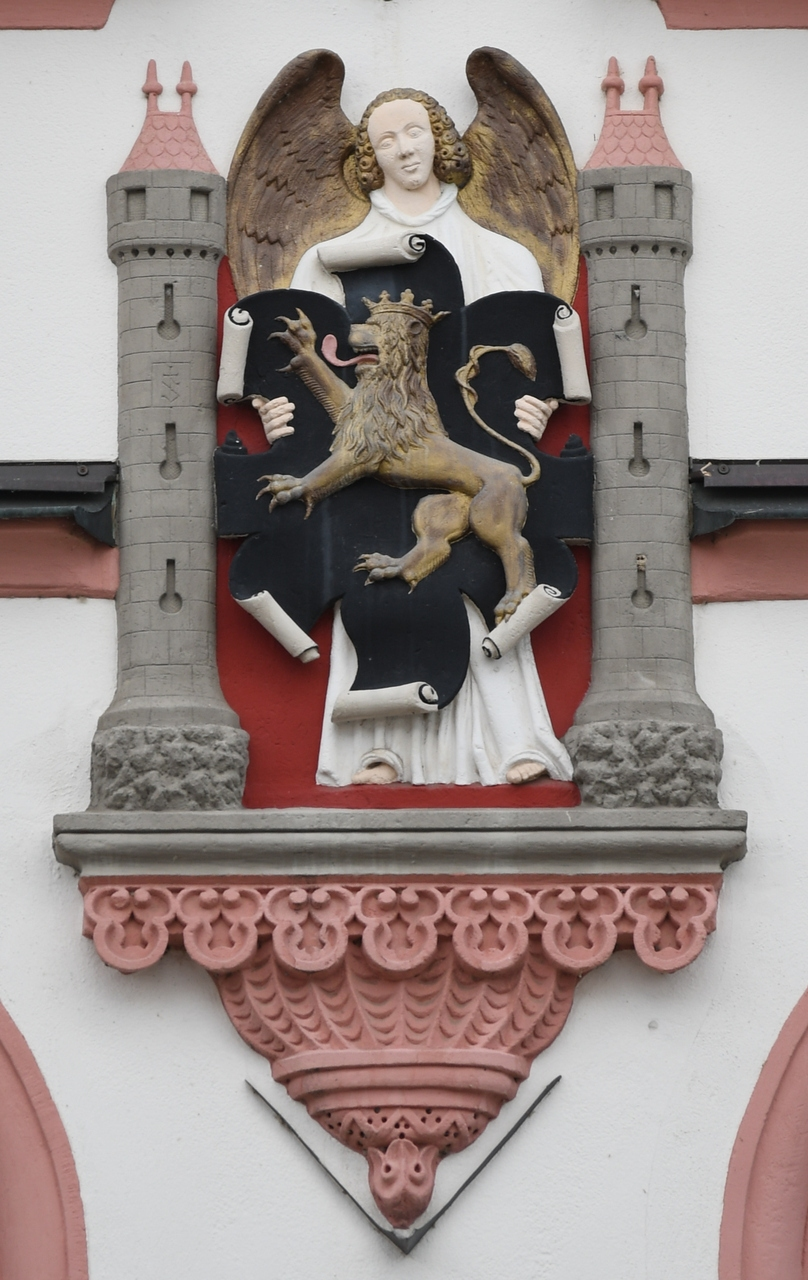
Wappen am Rathaus
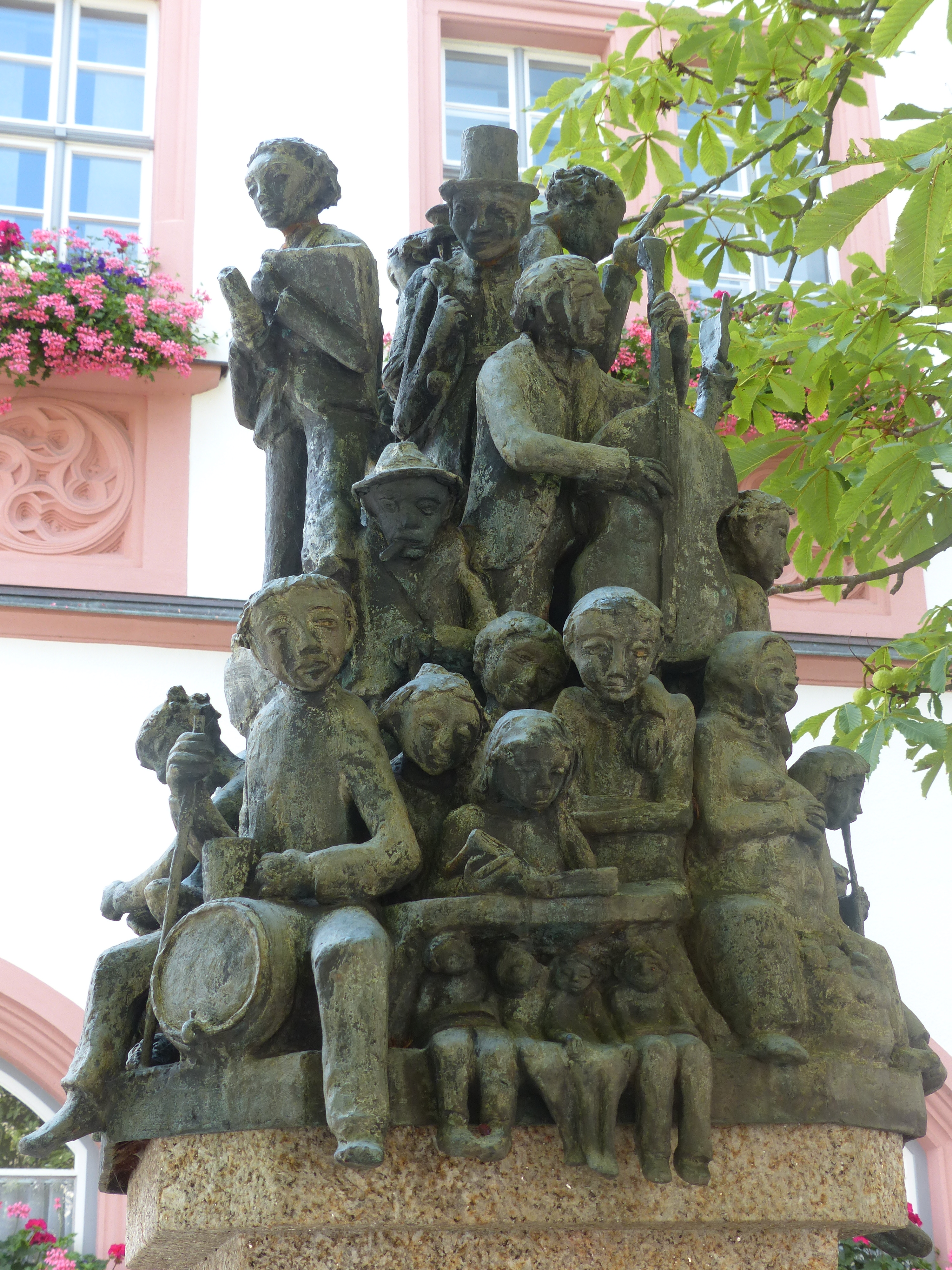
Hofer Rathausbrunnen
Ratskeller
Großer Sitzungssaal
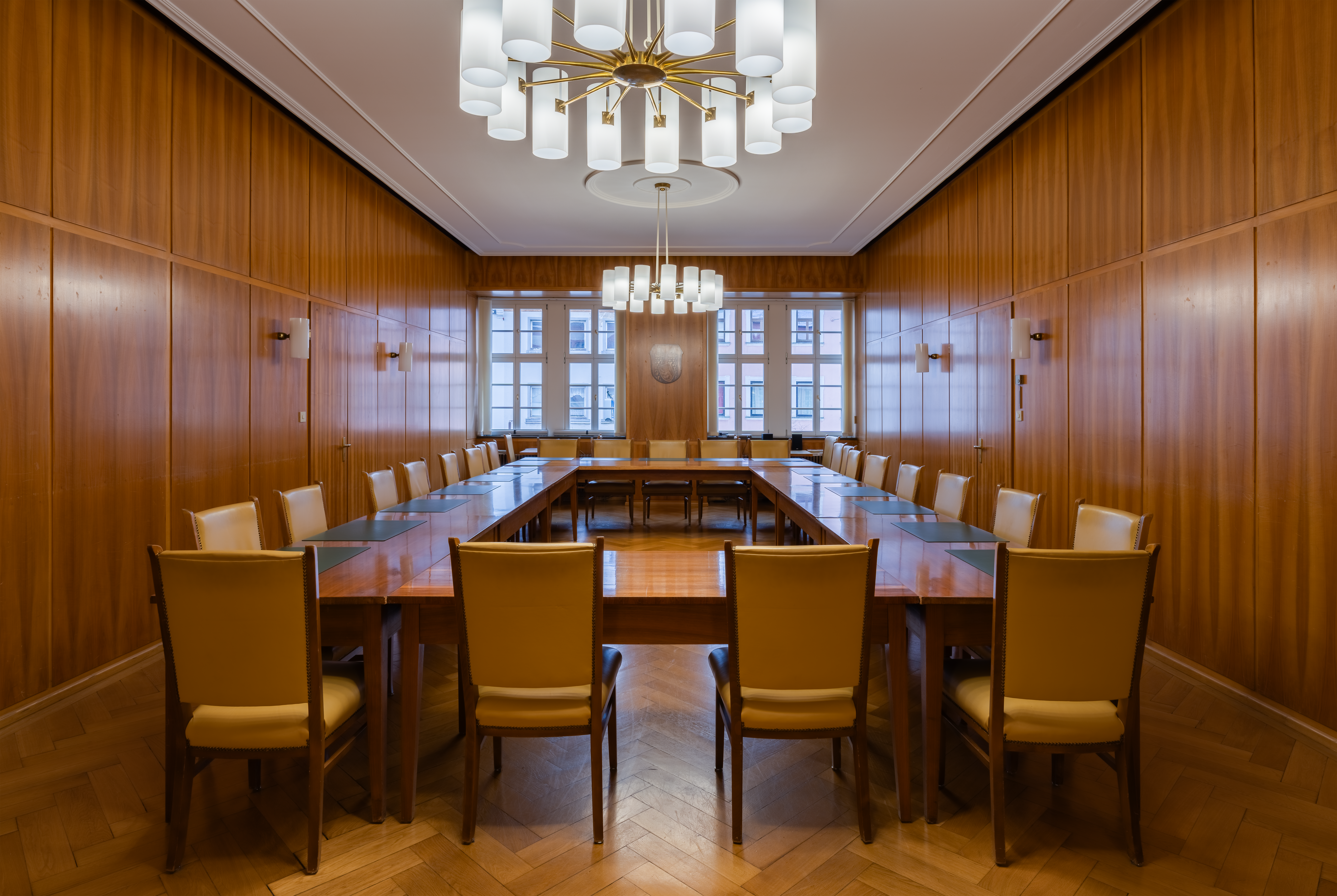
Kleiner Sitzungssaal
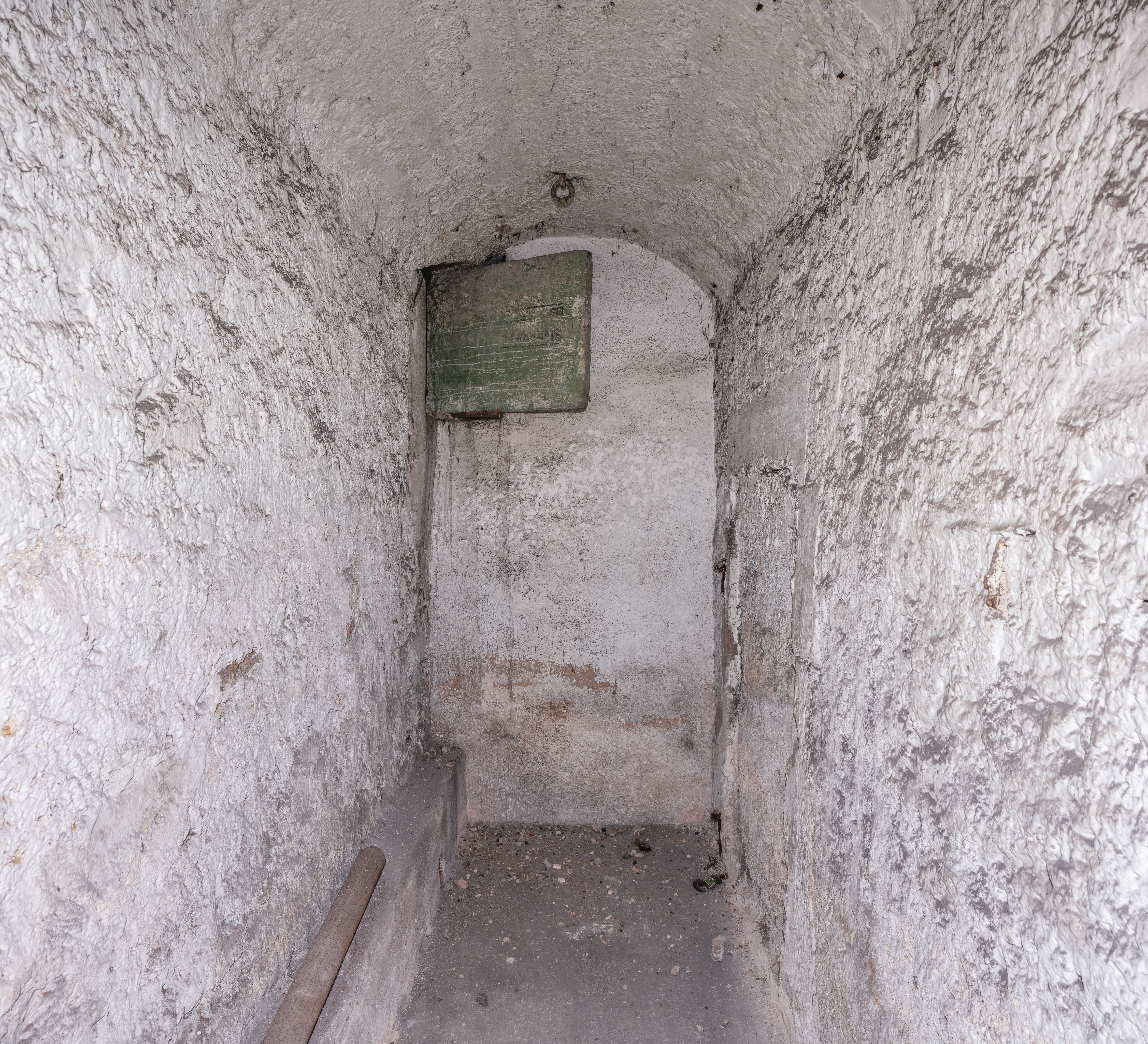
Ein Folterkeller im Rathaus
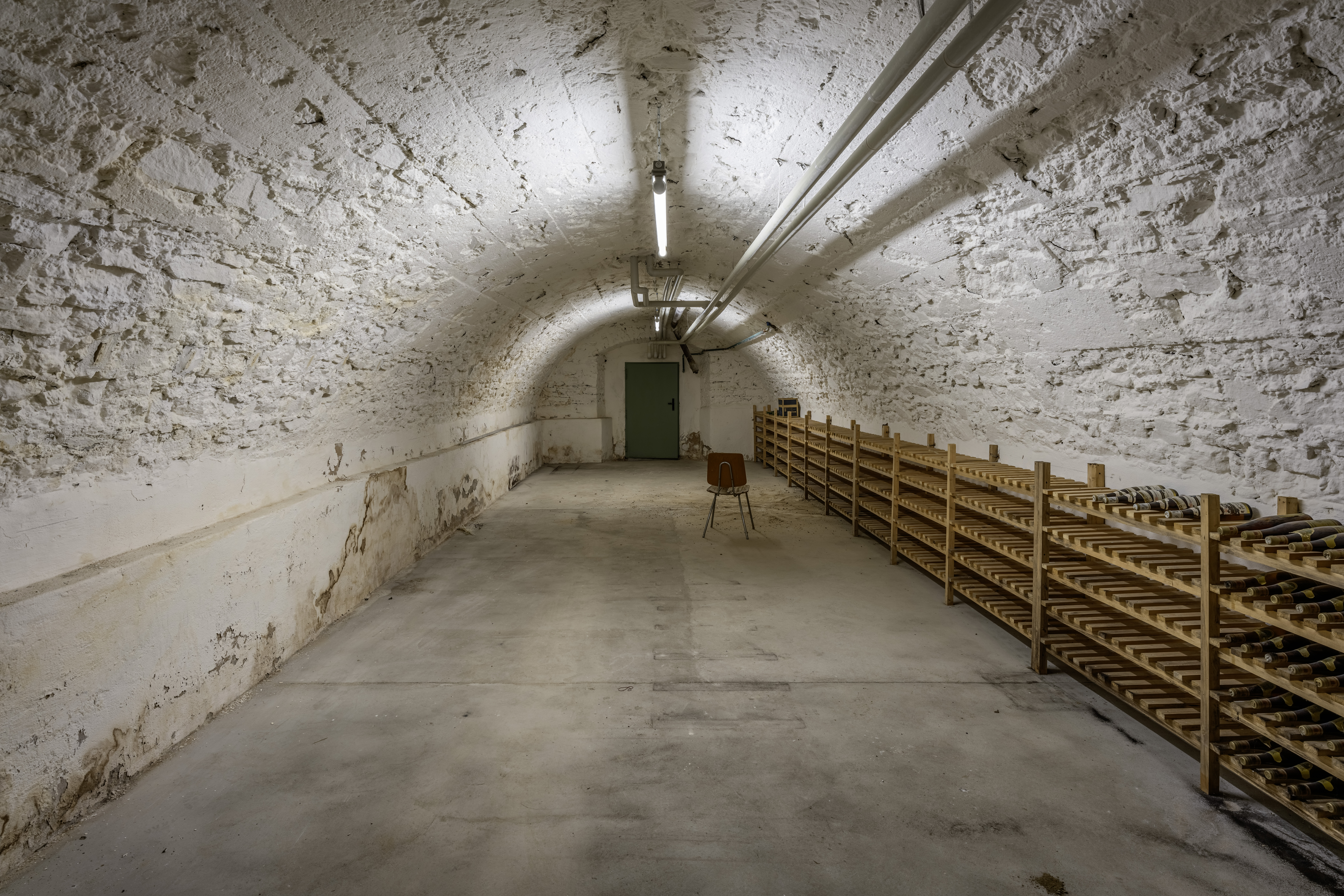
Der Weinkeller des Rathauses

Zu den nennenswerten Räumlichkeiten im Rathausgebäude gehören neben den Büros der Stadtverwaltung unter anderem der große und kleine Sitzungssaal, die Ratsstuben und der Keller. Der große Sitzungssaal dient als Sitzungszimmer für den Hofer Stadtrat, für feierliche Anlässe oder Vorstellungen. Der kleine Sitzungssaal wird etwa für Eheschließungen verwendet; die Bestuhlung wird je nach Termin angepasst. Die Ratsstuben dienen der Bewirtung, wie für hohe Gäste und/oder etwa Freunde aus den Partnerstädten. An den Treppen findet man Porträts der Oberbürgermeister der Stadt nach 1945 und ein Wandbild von Wilhelm Kohlhoff, das den "Amtsschimmel", eine nackte Frau und mehr Menschen zeigt.
Unterirdisch liegen auch noch alte Teile des Rathauses, die aber nicht mehr genutzt werden. Alte Arkaden, Zellen und ein Geheimgang sind bis heute erhalten, der Öffentlichkeit aber nicht zugänglich. Die Geheimgänge führten in der Stadt seit langem zu Diskussionen, ein Gerücht besagt, der Geheimgang würde vom Rathaus bis zum Wartturm bei Jägersruh führen. Im Hinblick auf das Alter des Gangs und die Tatsache, dass auf dem Weg zum Wartturm die Saale unterführt worden wäre, was zu dieser Zeit nicht möglich war, nicht wahrscheinlich. Eine andere Vermutung der Bürger war, dass der Gang zur Ruine auf dem Labyrinthberg führen würde. Auch diese Annahme ist aber unwahrscheinlich, weil die Ruine eine Rekonstruktion aus der Epoche der Romantik ist, und damit bei Erbauung des Rathauses einfach noch nicht vorhanden war. Auch wurde durch Berichte widerlegt, dass der Gang zur Lorenzkirche, zur Lessingstraße oder zum ehemaligen Hofer Schloss führt. Im Zweiten Weltkrieg waren Geheimgänge in der Stadt von großem Interesse, weil diese als Luftschutzbunker genutzt werden sollten. Als die Theorien von längeren Geheimgängen unter der Stadt sich aber alle als falsch herausstellten, wurden die Bunker-Pläne verworfen. Tatsächlich gibt es wohl nur einen Gang zur St.-Michaelis-Kirche, und dieser wäre für derartige Bunker einfach zu kurz.
An der Ostseite des Rathauses ist das alte Stadtwappen angebracht.
In seinem neugotischen Stil war das Gebäude auch Vorbild des Rathauses der Stadt Weimar.

## Trivia
Einwohner der Hofer Partnerstadt Ogden in den Vereinigten Staaten haben einen Nachbau des Hofer Rathaus angefertigt.
Anlässlich des 20. Jahrestag der Grenzöffnung hielt das Bayerische Kabinett am 9. November 2009 eine Sitzung im Hofer Rathaus ab. 
Auch traf sich der bayerische Ministerpräsident Markus Söder mit seinem sächsischen Amtskollegen Michael Kretschmer 2018 und 2020 mit Kabinettsmitgliedern zu gemeinsamen Gesprächen im Hofer Rathaus. Das Rathaus war als Ort für Gespräche ausgewählt worden, weil es auf halber Strecke zwischen den beiden Landeshauptstädten Dresden und München liegt.